# Гіацинт (рослина)
Гіаци́нт (від грец. Ὑάκινθος, Hyacinthus) — рід багаторічних цибулинних рослин родини гіацинтових (Hyacinthaceae) або холодкових (Asparagaceae), у разі внесення до неї всієї родини гіацинтових, як це пропонується системою APG II. Раніше, наприклад у системах Тахтаджяна і Кронквіста, рід часто відносили до родини лілійних (Liliaceae).
Рід гіацинт нараховує близько 30 видів, найвідоміший — гіацинт східний (Hyacinthus orientalis).

## Опис
Гіацинти — цибулинні багаторічні трави.
Цибулина — від 6 см у діаметрі, тверда, складається з м'ясистих 16-20 запасаючих лусочок, та щільно з'єднаних покривних лусок. Стебло є продовження основи рослини. Листя пряме, загострене, широколінійне, ясно-зелене, за довжиною рівне стеблу або трохи коротше, на поверхні землі утворює розетку.

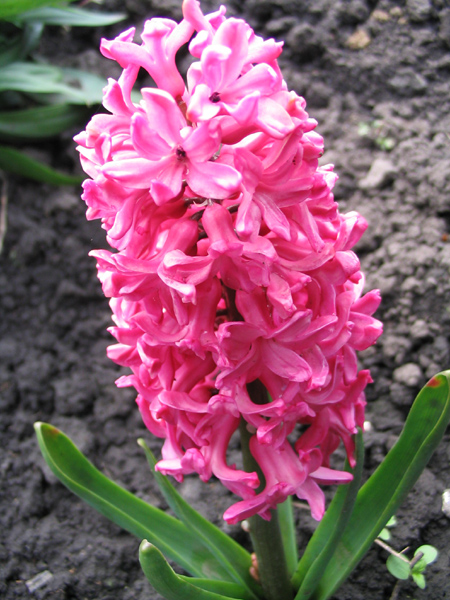
Гіацинт

Дзвоникоподібні квіти зібрані на верхівці у нещільній китиці. Квітки  на коротких квітконіжках, прямостоячі, горизонтально відхилені, і в нижній частині — злегка пониклі, з подвійними приквітками. Оцвітина трубчасто-воронкоподібна — синього, червоного, білого, фіолетового, рожевого забарвлення, пахуча.
Плід — м'ясиста, соковита коробочка з трьома відділеннями, у яких міститься насіння.
Квітне гіацинт у квітні — на початку травня (цвітіння триває 20—25 днів, а в теплішу погоду скорочується до 10—14 днів)
Гіацинти не переносять застій води.

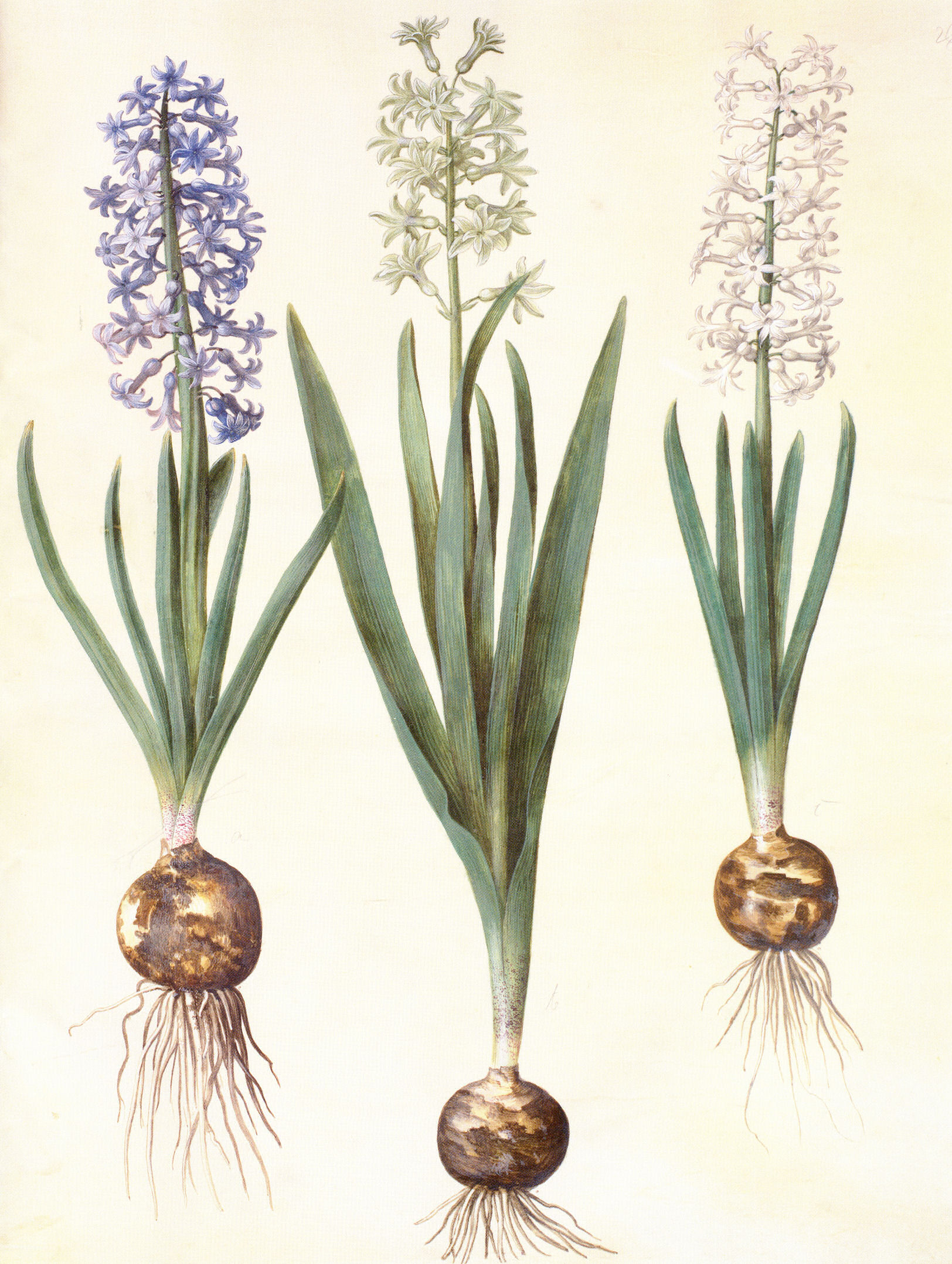
Гіацинт

Батьківщиною гіацинтів вважається Середземномор'я, зокрема Мала Азія, зараз у дикій природі зустрічається у Південній Європі, Західній Азії, Африці тощо. В культурі гіацинт східний — декоративна рослина.
В Україні ростуть як дикі, так і окультурені гіацинти — вирощують у відкритому (під легким прикриттям) і закритому ґрунті.

## Вирощування і догляд

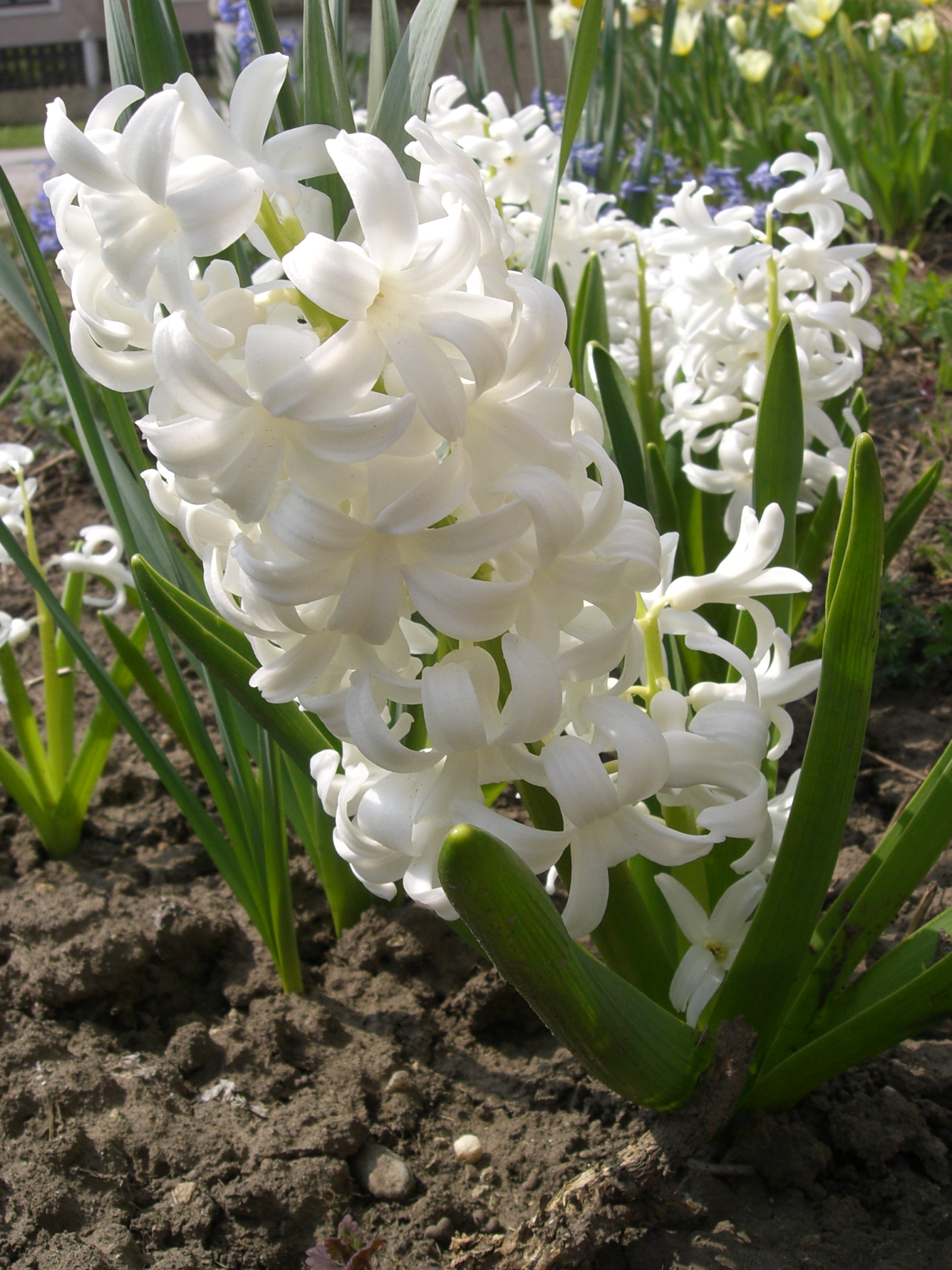
Hyacinthus orientalis культивований

При вирощуванні і догляді гіацинтів слід дотримуватись таких правил:
- вологість повітря: без обприскування;
- температурний режим: взимку цибулини тримають при температурі 5-8 °С, у період цвітіння — 18-20 °С;
- пересаджування: цибулини спеціально підготовлені для вигонки до Різдва, потрібно висаджувати у вересні, на січень — березень — в жовтні;
- підживлення: весна-літо — 1 раз на 2 тижні мінеральними добривами, осінь-зима — без підживлення;
- розмноження: восени дочірніми цибулинами;
- шкідники: вражається рідко.
- полив: важливо правильно поливати гіацинт в горщику – м’яку воду кімнатної температури, що відстоялася, потрібно акуратно підливати в горщик у міру висихання грунту, не торкаючись цибулини, або в піддон. Застій води може спровокувати загнивання цибулини: завжди зливайте надлишки води з піддону.

Можливі труднощі при вирощуванні
- жовтаве листя — найімовірнішою причиною є протяги. Іншими причинами можуть бути неправильний полив і недостатнє освітлення.
- пуп'янки не розкриваються — неправильний полив.
- опадання пуп'янків — спричинюється потраплянням води на пуп'янки при недбалому поливі.
- неодночасне цвітіння цибулин — найімовірнішою причиною є первинно різний розмір чи сила цибулин.
- довге мляве листя — рослину занадто довго тримали у темряві; іншою причиною може бути недостатня освітленість у період цвітіння.
- уповільнений ріст — недостатньо тривалий період спокою: переносити рослину у приміщення можна тоді, коли паростки досягнуть 2,5-5 см заввишки; іншою причиною може бути недостатнє поливання.
- відсутність квітів — може спричинити як неправильний вибір цибулин (недостатньо великі цибулини), так і передчасне перенесення на яскраво освітлену ділянку (на сонце); цвітіння може стримувати і недостатній полив.
- деформовані квітки — основні причини: яскраве світло і занадто висока температура у період спокою. У цей період температура не повинна перевищувати 5 °С. Не можна тримати рослину в задушливій шафі або в неопалюваній, але сонячній кімнаті.
- гниючі квітки — перезволоження; у прохолодних умовах ємність без дренажних отворів швидко перезволожується.

## Види
Найвідоміший вид «Гіацинт східний» Hyacinthus orientalis в дикій природі зустрічається на території Далмації, Греції та в Малій Азії, де квітне з ранньої весни. Особливої уваги гіацинтові в Європі стали приділяти з XV століття; відтоді вивели понад 300 високоякісних сортів. Проте, їх загальна кількість набагато більша. Зараз відомо тисячі сортів гіацинта, і щороку з'являються нові. Суцвіття рослин мають різноманітне забарвлення — білі, жовті, червоні, рожеві різних відтінків, блакитні, лілові і сині до майже чорного. Деякі сорти мають строкате забарвлення. Зустрічаються махрові та прості гіацинти. Зазвичай, прості гіацинти крупніші і правильної форми. Гарний, правильно вирощений гіацинт, має відповідати певним вимогам: листя направлене вгору; стебло прямостояче не переплутане з листям; чим більше квітів, тим краще; суцвіття рівне, трохи конічне або циліндричне; квіти розміщені горизонтально, не пониклі.

## Походження назви
Отримав назву від імені персонажа давньогрецької міфології. Гіацинт — юнак неймовірної краси, якого кохав Аполлон. Коли Аполлон навчав його метати диск, закоханий в Гіацинта бог вітру (за різними версіями міфа Зефір або Борей) з ревнощів спрямував кинутий Аполлоном диск в голову Гіацинта. Юнак помер, і тоді Аполлон із його крові створив квітку.

## Галерея

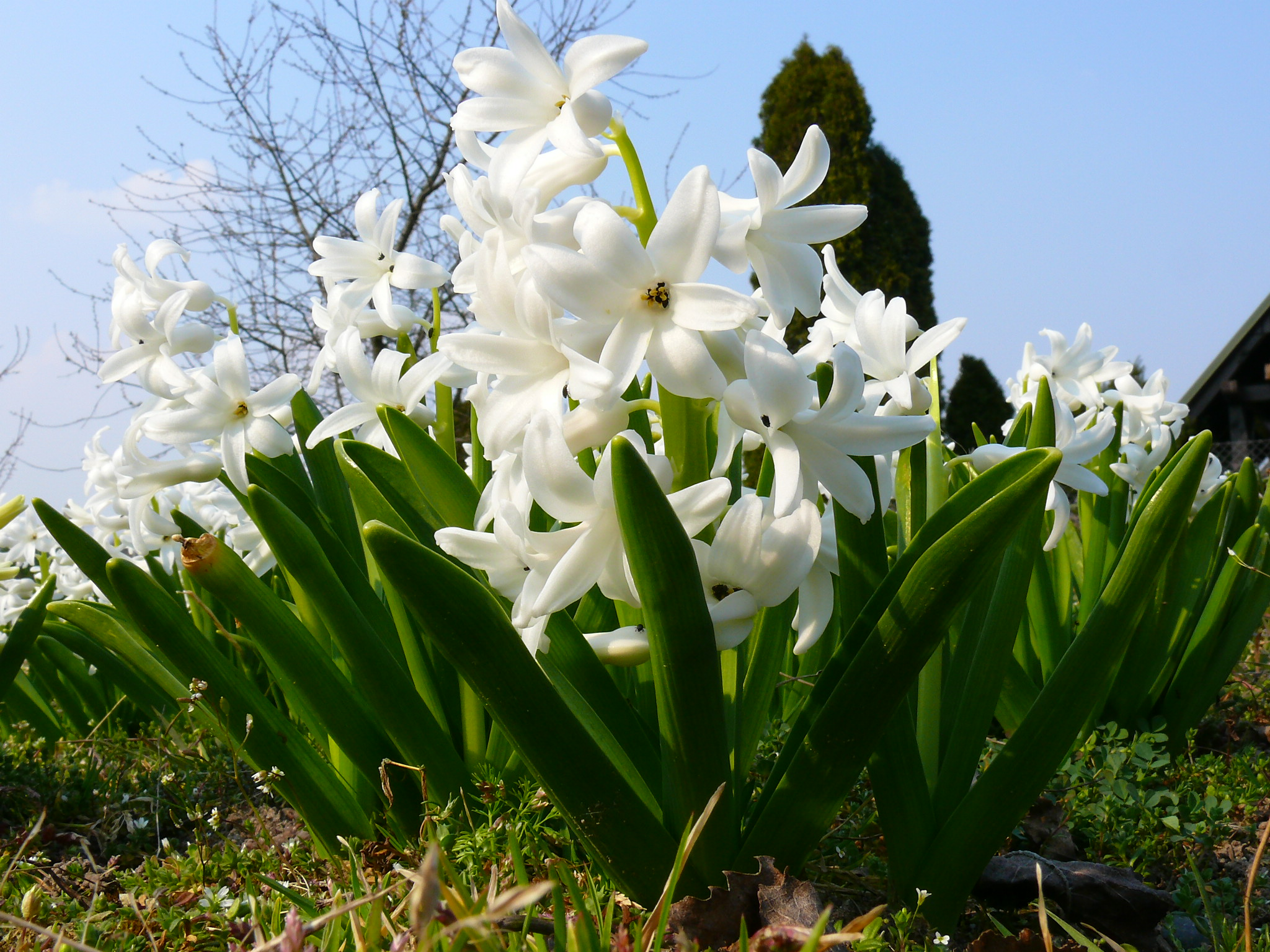
Гіацинт Карнеґі ('Carnegie')
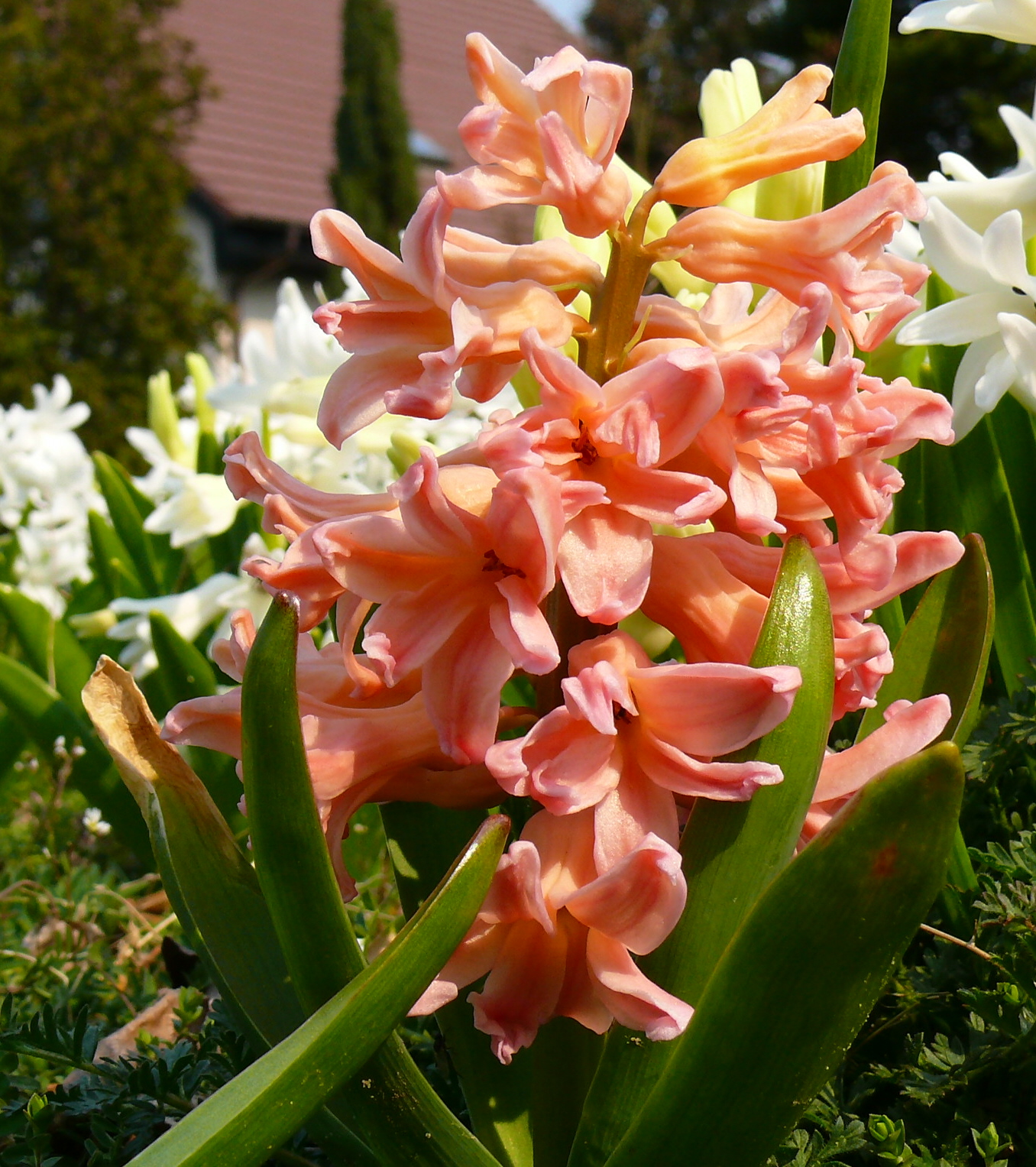
Гіацинт «Циганська королева» ('Gypsy Queen')
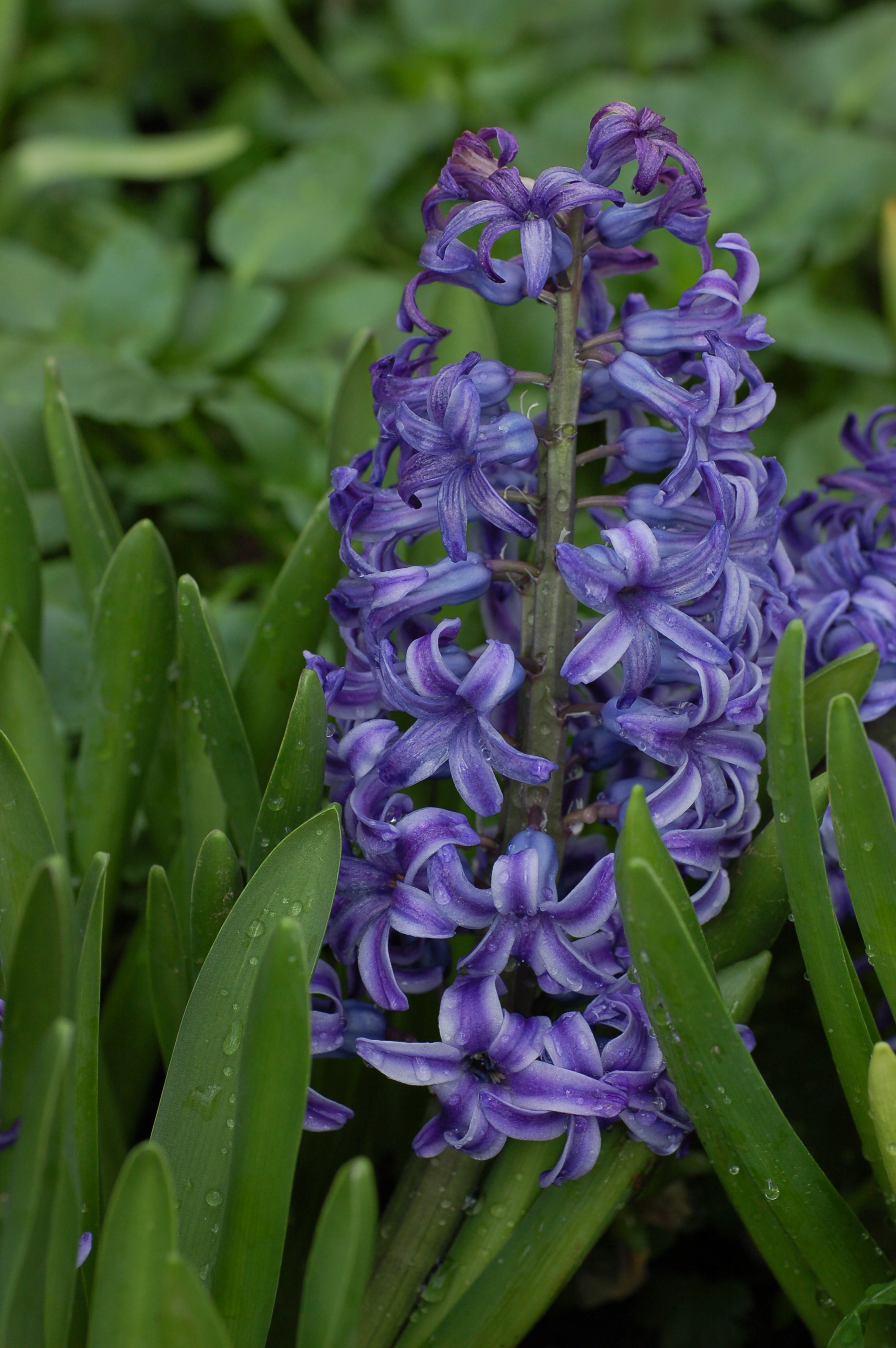
Гіацинт «Блакитний жакет» ('Blue Jacket')
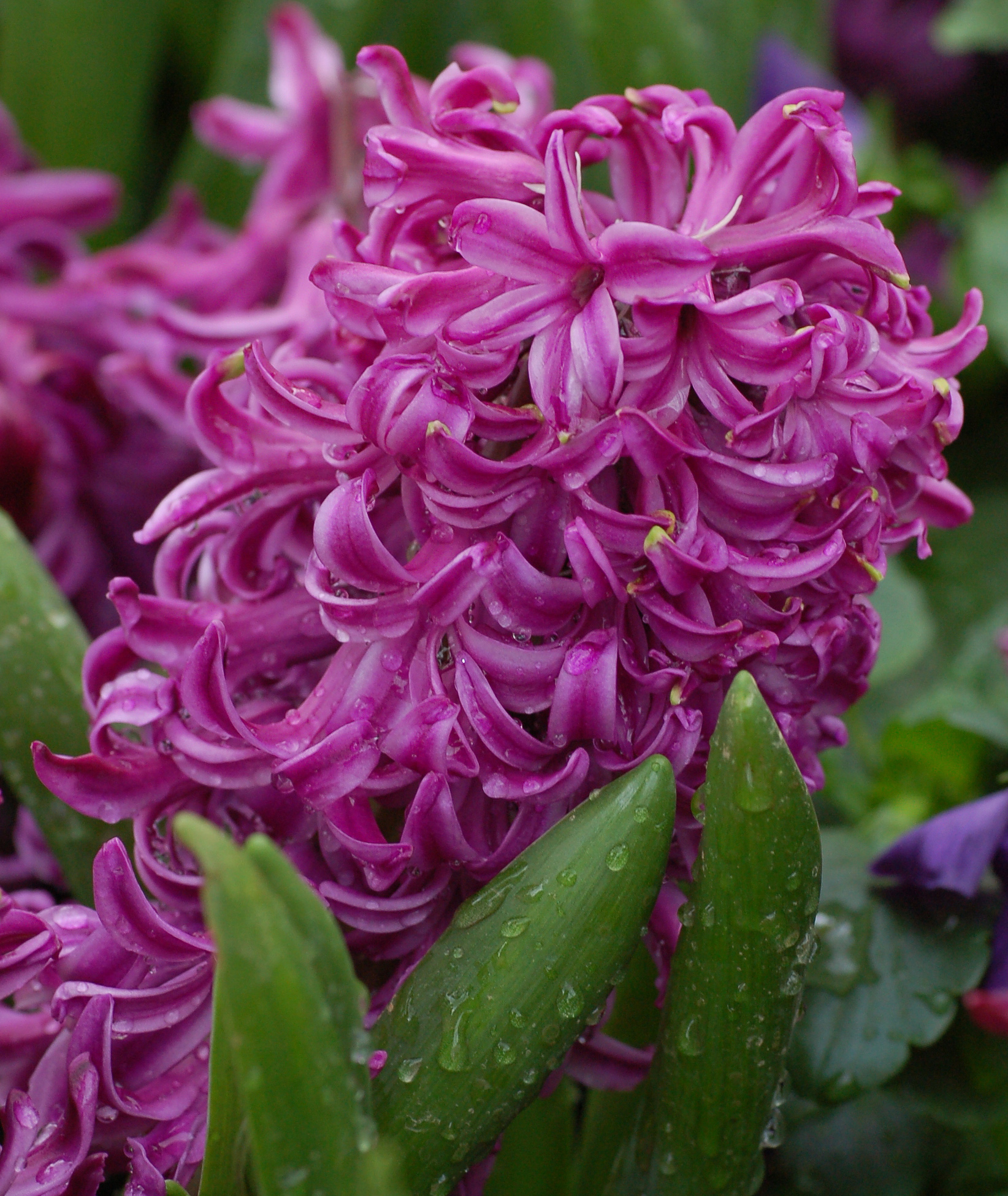
Гіацинт «Пурпуровий голос» ('Purple Voice')